# Cleistes paranaensis
Cleistes paranaensis é uma espécie de orquídea terrestre de folhas alternadas e flores grandes que abrem em sucessão, com raízes tuberosas delicadas, habitante de quase todo o Brasil e Paraguai.
O caule é geralmente arcado nos entrenos superiores. As folhas são poucas, espaçadas e curtas, mais ou menos eretas. As flores possuem coloração lilás ou rosada, são relativamente grandes e vistosas, e o labelo atinge 9 cm de comprimento.